# Lobatozoum multisacculatum
Lobatozoum multisacculatum är en plattmaskart som beskrevs av S. Ishii 1935. Lobatozoum multisacculatum ingår i släktet Lobatozoum och familjen Didymozoidae. Inga underarter finns listade i Catalogue of Life.